# Емілія Павла
Емілія Павла Терція (лат. Aemilia Paulla; 230—163/162 рр. до Р. Х.) — римська матрона, дружина римського консула (205 р. до н. е.) і цензора (199 р. до н. е.) Сципіона Африканського, донька консула 219 року до н. е. Луція Емілія Павла, сестра консула Луція Емілія Павла Македонського (182 і 168 р. до н. е.). 
Мала надзвичайну свободу і багатство як для одруженої патриціанки того століття. Одна з небагатьох римських жінок, відомих із середніх часів Республіки. Була важливим зразком для наслідування для багатьох римлинок, як і її молодша дочка Корнелія (190–121 до н. е.). Про впливовість її говорить і те, що її портрет був поміщений у Promptuarii Iconum Insigniorum — збірник гравюр, виданий Гійомом Руйє в Ліоні в 1553 році, в якому міститься близько 950 портретів відомих історичних особистостей.

## Походження, родина
Емілія Павла належала до знатного патриціанського роду Еміліїв, котрих античні автори відносили до найстарших римських сімейств. Римські жінки того століття часто носили прізвище свого батька (номен), і лише іноді змінювали його. Її батьком був Луцій Емілій Павло, консул 219 року до н. е., матір'ю була Папірія, що належала до плебейських аристократів. У випадку з Емілією, як часто буває, донька та чоловік мали більш вагомий внесок для нащадків. Саме тому Валерій Максім називає її «дружиною Сципіона Африканського і матір'ю Корнелії.» Корнелія Сципіона Африканська, молодша донька Емілії Павли, стане впливовою римською матроною і дасть належне виховання майбутнім народним трибунам Тіберію та Гаю Гракхам. Невідомо_ чи були у Емілії старші сестри. Батько загинув у битві при Каннах у 216 р. до н. е.

## Шлюб
Емілія стала дружиною Сципіона Африканського. Цей шлюб міг бути укладений або до 210 року, коли Сципіон виїхав до Іспанії як проконсул, або після 206 року, коли він повернувся в Рим з перемогою. Молодшу доньку, Корнелію Сципіону Африкану, народила біля 191 року до н. е.. Дати народження інших дітей точно не визначені. Якщо шлюб відбувся після 206 року, то старший син, Публій, можливо, народився близько 205 р до н. е. Він був ерудованим, володів хорошими здібностями оратора, однак через надзвичайну хворобливість не брав участі у державних справах і не займав політичних посад. Луцій і Корнелія Старша, можливо, народилися після того, як їх батько повернувся з завоювання Карфагену в 202 р. до н. е..
Шлюб був щасливим: джерела відзначають доброту і терпіння, з якими Емілія ставилася до чоловіка до самої його смерті (183 рік до н. е.). Валерій Максим приводить випадок, коли Сципіон Африканський зрадив дружину з її служницею, проте та не стала виносити цей випадок на осуд громадськості.Цей факт пояснюється таким чином: або бажання Емілії позбавити чоловіка від збентеження, або ж її власне бажання уникнути ганьби та сорому для себе. Узагалі, у період Республіки римська дружина не могла очікувати вірності від чоловіка. До того ж, його неправомірна поведінка та незначний проступок не були підставами для розлучення. Крім того, якщо жінка розлучалася з чоловіком, вона, як правило, втрачала опіку над своїми дітьми і, зазвичай, мусила повернутися до свого батька або брата. 
Але і в цій сім'ї були непорозуміння. Тіт Лівій повідомляє про сварку між подружжям, що сталася через те, що Сципіон, не порадившись із дружиною, домовився про шлюб їх молодшої дочки і Тіберія Семпрония Гракха :
 «…повернувшись додому, Сципіон сказав дружині Емілії, що змовив молодшу дочку. Та, обурюючись, як властиво жінці, на те, що чоловік з нею навіть не порадився про їхню спільну дочку, додала до сказаного, що хоч би навіть за Тіберія Гракха він дочку віддавав, і то і тоді не мав цього робити, не спитавши думки матері…»

## Подальше життя
Сципіон помер від тривалої хвороби в 183 році до нашої ери, Емілія залишилась вдовою. В останні роки життя він писав мемуари на латині та на грецькій мовах, однах праці не збереглися. До останнього моменту за Сципіоном доглядали його дружина, діти та брат. За словами Полібія, Сципіон залишив вагомий посаг дружині, щоб переконатися, що вона збереже той же спосіб життя, до якого вже звикла. Він також пообіцяв своїм дочкам по 50 талантів срібла кожній, досить значний внесок за мірками тієї епохи. Водночас Емілія була взята під опіку братом останнього Луцієм Корнелієм Сципіоном Азіатіком. Незважаючи на смерть чоловіка, Емілія продовжувала вести розкішний спосіб життя, доки у 169 році до н. е. не став чинним закон Воконія, за яким заборонялося вільно розпоряджатися спадком померлого чоловіка.
Емілія Терція надовго пережила чоловіка і обох своїх синів. Померла приблизно у 163–162 рокаах до н.е. Залишила після себе великі статки, єдиним спадкоємцем яких став її онук за усиновленням та племінник по крові — Публій Корнелій Сципіон.

## Характер
Емілія Павла любила блиск і розкіш, «що й було справедливим для римлянки, яка ділила життя і долю зі Сціпіоном».

Вона, можливо, брала активну участь в організації вуличних демонстрацій тисячі римських жінок в 195 р. до н. е. і агітувала за скасування законів, прийнятих після битви при Каннах, які забороняли жінці їздити в каретах, носити фіолетовий одяг, або володіти більш ніж невеликою кількістю золотих прикрас. Але це припущення базується лише на тому, що Публій Сципіон боровся за владу з Марком Порцієм Катоном Старшим, який був ярим противником скасування цього закону.Також доказом такого припущення може бути те, що відміна такого закону повинна була принести велику користь Емілії Паулі, адже вона змогла б з пишністю їздити в колісниці, як це описує Полібій : 
«Ця дама, чиє ім'я було Емілія, є відображенням великої пишноти … Окремо від багатства свого одягу і прикрас її колісниці, всі кошики, чашки та інші предмети для жертвопринесення були або з золота або срібла, і носилися на всіх таких урочистих випадках, .. в той час як кількість покоївок і чоловіків-службовців при виконанні службових обов'язків був відповідно великим»
Емілія Терція мала надзвичайну свободу і багатство, як для одруженої патриціанської жінки того століття завдяки лояльності її чоловіка. Вона є однією з небагатьох римських жінок, відомих нам із середніх часів Республіки. Також вона була важливим зразком для наслідування для багатьох римських жінок, як і її молодша дочка Корнелія (190–121 до н. е.). Про впливовість цієї жінки говорить і те, що її портрет був поміщений у Promptuarii Iconum Insigniorum — збірник гравюр, виданий Гійомом Руйє в Ліоні в 1553 році, в якому міститься близько 950 портретів відомих історичних особистостей.

## Нащадки
- Корнелія Африкана Старша
- Корнелія Африкана Молодша
- Луцій Корнелій Сципіон, претор 174 року до н. е.
- Публій Корнелій Сципіон, авгур з 180 року до н. е.